# Palmarejo (Corozal)
Palmarejo es un barrio ubicado en el municipio de Corozal en el estado libre asociado de Puerto Rico. En el Censo de 2010 tenía una población de 6068 habitantes y una densidad poblacional de 607,43 personas por km².

## Geografía

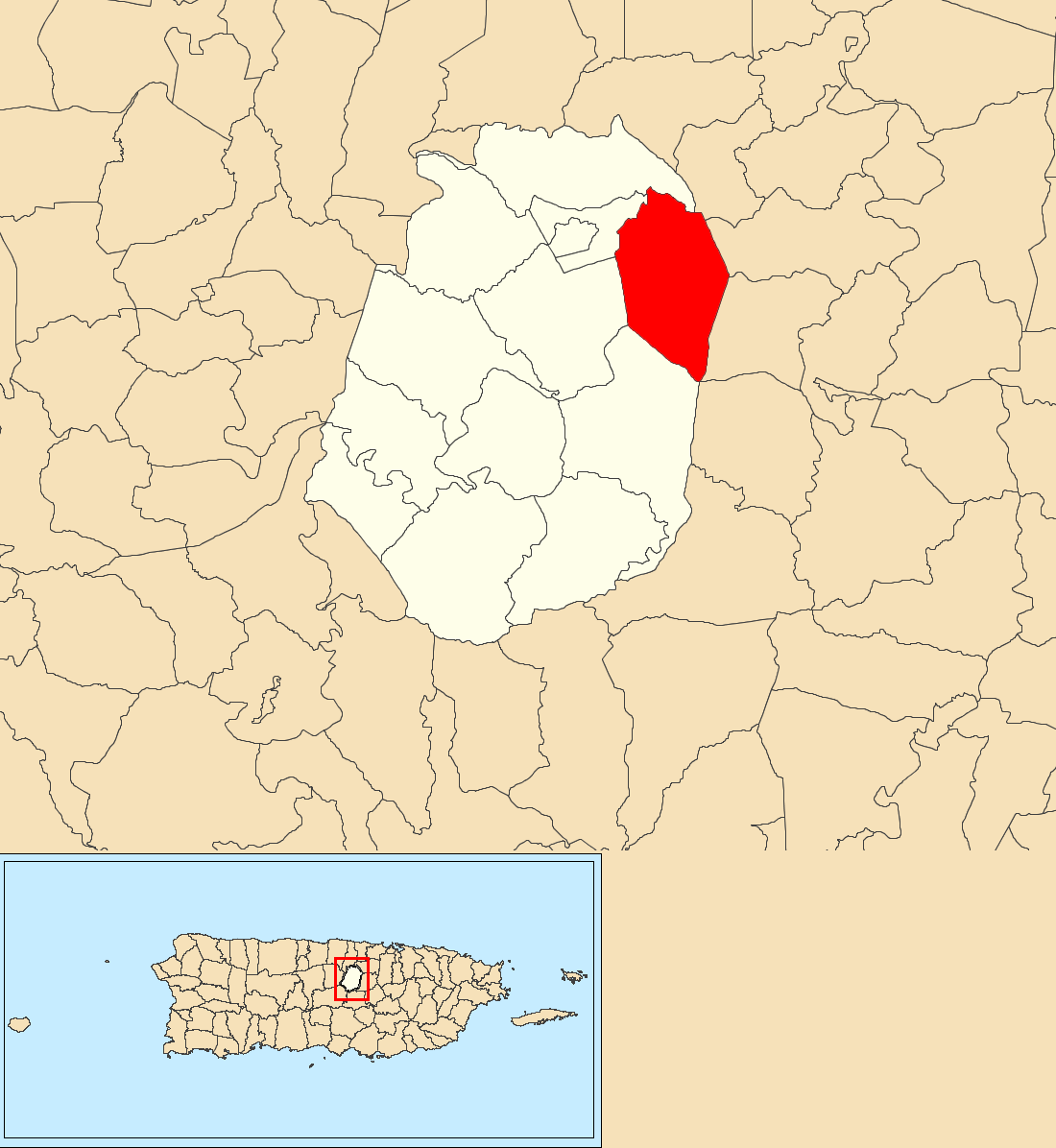
Ubicación de Palmarejo en Corozal

Palmarejo se encuentra ubicado en las coordenadas 18°19′45″N 66°17′32″O / 18.32917, -66.29222. Según la Oficina del Censo de los Estados Unidos, Palmarejo tiene una superficie total de 9.99 km², de la cual 9.99 km² corresponden a tierra firme y (0%) 0 km² es agua.

## Demografía
Según el censo de 2010, había 6068 personas residiendo en Palmarejo. La densidad de población era de 607,43 hab./km². De los 6068 habitantes, Palmarejo estaba compuesto por el 83.42% blancos, el 5.8% eran afroamericanos, el 0.25% eran amerindios, el 0.1% eran asiáticos, el 8.78% eran de otras razas y el 1.65% pertenecían a dos o más razas. Del total de la población el 99.47% eran hispanos o latinos de cualquier raza.